# Rethmann
Rethmann SE & Co. KG est la société mère des groupes internationaux Remondis (recyclage, service, gestion de l'eau), Rhenus (logistique) et Saria (traitement des co-produits animaux et des déchets organiques). Depuis 2025, le groupe Rethmann détient également une participation de 66 % dans la société de transport Transdev dont le siège social est en France. Depuis 1934, l'entreprise est implantée dans l'ancien siège de l'entreprise familiale à Selm, en Allemagne.
Dans le « World's Top 750 Family Business Ranking », que le cabinet de conseil en entreprise PwC a analysé en collaboration avec la plateforme en ligne britannique Family Capital, le groupe Rethmann s'est classé 114e en 2021.
Rethmann SE & Co. KG n'a pas d'activités opérationnelles, mais agit uniquement en tant que société mère. L'entreprise est détenue à parts égales par les quatre frères Klemens, Ludger, Georg et Martin Rethmann.

## Divisions de l'entreprise
Le groupe Rethmann opère à travers quatre groupes :
Le groupe Remondis est l'un des leaders mondiaux dans le secteur de l'eau et du recyclage. Les services de l'entreprise vont de la fourniture et du traitement de l'eau à l'obtention et au recyclage de matières premières, au développement de produits de recyclage et à la fourniture de sources d'énergie alternatives,,.
Le groupe Rhenus est l'un des principaux prestataires de services logistiques en Europe. Il gère la chaîne d'approvisionnement à travers ses divisions Automobile, Logistique contractuelle, Transport terrestre, Logistique portuaire et Air & Océan,,.
Le groupe Saria est un acteur majeur de la valorisation de co-produits animaux et de déchets alimentaires et de la production d’ingrédients pour la nutrition humaine et animale, l'agriculture, l'aquaculture et de matières pour les applications industrielles. Saria produit également de l'énergie verte et fournit des services aux industries agricoles et alimentaires,,.
Le groupe Transdev est le premier opérateur privé de transport public au monde. Outre le groupe Rethmann, l'institution financière publique française Caisse des Dépôts est également actionnaire,.

## Histoire
En 1934, Josef Rethmann a posé les fondations du groupe familial en faisant l’acquisition d’une entreprise spécialisée dans le chargement et déchargement des marchandises du transport ferroviaire et d’une entreprise de transport dont l’une des nombreuses activités était l'élimination des cendres pour quelques particuliers de la ville de Selm. Après avoir remporté un appel d'offres, ce contrat a été étendu à l'ensemble de la ville en 1959, jetant ainsi les bases du groupe Remondis.
En 1961, Norbert Rethmann (né en 1939) reprend la direction de l'entreprise familiale. En 1977, la gamme de services de l'ancienne Saria Bio-Industries AG est élargie pour la première fois avec l'acquisition de la société Gebrüder Schaap KG. En 1992, Norbert Rethmann transfère la quasi-totalité de ses actions à ses quatre fils qui sont actifs dans l'entreprise et devient président du conseil de surveillance,. Hermann Niehues, qui travaillait dans l'entreprise depuis 1978, devient PDG. Sous sa direction, le groupe connaît une croissance considérable après avoir été restructuré en divisions et en régions. En 1998, la division logistique du groupe est renforcée par l'acquisition de Rhenus AG & Co. Lorsqu'il a pris ses fonctions, le chiffre d'affaires s'élevait à 800 millions de Deutsche Mark.
En 2007, le groupe Rethmann a réalisé un chiffre d'affaires consolidé de 7,2 milliards d'euros.
Reinhard Lohmann, diplômé en gestion d'entreprise, a pris la direction de l'entreprise le 1er octobre 2008. Né en 1948, il a rejoint le groupe en 1979 et a été promu directeur financier en 1989 et vice-président du conseil d'administration en 1992.
En septembre 2009, Norbert Rethmann a également transféré les 4 % restants des actions de l'entreprise à ses fils et s'est retiré au poste de président honoraire du conseil de surveillance et dans sa propriété à Wamckow, dans le Mecklembourg, en Allemagne.
En 2010, Rethmann a participé à la procédure d'appel d'offres pour Steag,, le cinquième fournisseur d'énergie d'Allemagne, qui devait devenir le quatrième pilier du groupe et être considérablement développé, mais a perdu au profit d'une holding municipale regroupant plusieurs services publics municipaux de la région de la Ruhr en Allemagne.
Peter Nölke a quitté le conseil de surveillance le 31 décembre 2014. Reinhard Lohmann a aussi quitté le conseil d'administration à la fin de 2014 et a été nommé au conseil de surveillance en tant que vice-président.
En janvier 2019, Rethmann a acquis une participation de 30 % dans le groupe de transport international Transdev auprès de Veolia,. Cette participation a été portée à 34 % avec l'apport de 4 % supplémentaires par Rhenus Veniro. L'ancienne filiale de transport de Rethmann, Rhenus Veniro, a ainsi été intégrée à Transdev,,,,.